# Simabara (Kiotó)

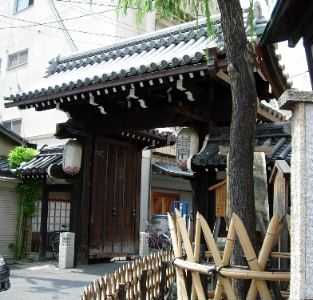
Simabara kapuja

Simabara (嶋原) egyike Kiotó gésanegyedeinek, azonban ez volt az egyetlen olyan negyed, ahol valóban zajlott prostitúció. A negyed 1589-ben jött létre, nevét onnan kapta, hogy kapuja rendkívül hasonlít a Hizen tartománybeli simabarai vár kapujára.

## Története
1589-ben Tojotomi Hidejosi elrendelte, hogy Kiotó környékén egy negyedet – melyet fallal vettek körül – kifejezetten a gyönyörök számára különítsenek el, ez volt Simabara. A negyed fő tevékenysége a művészetek élvezete, az italozás és a luxusszínvonalú prostitúció volt. A kurtizánok (oiran) drága prostituáltak voltak és vonzották a gazdag vendégeket. Több művész is dolgozott a negyedben, akik zenével, tánccal, költészettel szórakoztatták a vendégeket. Hosszú időn át ezek a művészek férfiak voltak, őket nevezték először gésának.
Mint a japán kultúra legtöbb eleme, a kurtizánok világa is meglehetősen bonyolult volt. Minden férfinak, aki együtt kívánt lenni egy oirannal, nehéz rituálékat, szokásokat kellett betartania, és csak a nagyon gazdag és nemes férfiak tehették ezt meg. Emiatt több teaház (ocsaja) jött létre Simabarán kívül is, néhányukban olcsóbb prostitúciót kínáltak. Azonban néhány nő a táncot és a zenét tökélyre fejlesztette, ők lettek az odorikók („táncoló lányok”). Hamar nagy népszerűségre tettek szert, majd felvették a gésa elnevezést. 1700 körül a női gésák már sokkal népszerűbbek voltak, mint a férfiak, néhány évvel később pedig majdnem minden gésa nő volt.
Az állam törvényeket hozott, miszerint a gésák számára tiltott a prostitúció, csak a szórakoztatásra kaptak engedélyt. Néhány hivatalos személy úgy vélte, a prostituáltaknak és gésáknak csak a munkamódszere eltérő, ám ugyanazért a célért, a fizetett szexért dolgoznak, és hogy minden prostituáltat a továbbiakban gésának kellene nevezni. Végül a kormány úgy határozott, határt von a két csoport közé, mondván, a gésák jóval kifinomultabbak, és nem kellene őket a „prostituált” kifejezéssel bemocskolni. A gésák hamarosan az oiranok népszerűségét is felülmúlták, így 1750-re az oiranok el is tűntek. Ezután Simabara mellett újabb gésanegyedek, azaz hanamacsik jöttek létre Kiotóban és más városokban is.
Manapság a negyed turisztikai látványosság, ám két teaház továbbra is működik, és őrzi a kulturális javakat. Az egyik a Szumi-ja (alapítva 1641-ben), a másik a Vacsiga-ja (alapítva 1688-ban).